# Cohésine
La cohésine est un complexe qui est impliqué dans la cohésion des deux chromatides sœurs après la réplication (phase S) jusqu'à l'anaphase (phase M), ainsi que dans la formation de boucles d'ADN. Cohésine est un membre de la famille de protéines SMC, qui comprend également la condensine. Le complexe cohésine est conservé de la levure à l’homme.

## Structure

Schéma des quatre sous-unités formant le complexe cohésine chez la levure du boulanger (Saccharomyces cerevisiae)

Chez la levure du boulanger S. cerevisiae, le complexe cohésine est formé de 5 protéines : Smc1, Smc3, Scc1, Scc3, et Pds5 ou Scc2 les deux dernières protéines étant en compétition pour le même site de fixation. Les protéines Smc3 et Smc1 se dimérisent via leur domaine hinge, et interagissent respectivement avec la partie N-terminale et C-terminale de Scc1 via leur domaine ATPase, formant ainsi un anneau d'un diamètre de 35 nm. En méiose, Scc1 est remplacé par une sous-unité spécifique de la méiose, Rec8.  
Chez les vertébrés, deux complexes cohésine existent : SMC1α, SMC3 et la kléisine RAD21 forment un anneau qui interagit soit avec SA1 soit avec SA2 (homologues de Scc3). En méiose, la sous-unité Smc1α peut être remplacée par SMC1β, RAD21 par REC8 ou RAD21L et SA1/SA2 par SA3.

## Mécanismes

### Chargement
Chez la levure, la cohésine est chargée sur la chromatine dès la fin de la phase S, quand Scc1 est resynthétisé après avoir été clivé en anaphase. Chez l'Homme, la cohésine est chargée dès la télophase, en fin de mitose, et stabilisée par son acétylation de SMC3   par EcoI en phase S. La cohésine est chargée sur la chromatine par le dimère NIPBL/MAU2 (Scc2/Scc4 chez la levure), et retirée de la chromatine par PDS5 et WAPL (Rad61 chez la levure).  
La répartition de cohésine sur les chromosomes est inégale, le centromère et les régions péri-centromériques étant particulièrement riches en cohésine.  

### Extrusion
In vitro, la cohésine est capable de former une boucle par un mécanisme de translocation bi-directionnelle appelé extrusion. L'existence de ce phénomène in vivo est discutée mais généralement acceptée.  

### Cohésion des chromatides sœurs
Plusieurs hypothèses existent pour expliquer comment la cohésine établit la cohésion des chromatides sœurs : 
- la cohésine encercle topologiquement les deux chromatides sœurs via l'anneau formé par Smc1, Smc3 et Scc1.

- le domaine ATPase de Smc1 et de Smc3 interagissent avec une des chromatides soeur, faisant alors un pont entre les deux chromatides.

- la cohésine agit en tant que dimère, chaque anneau encerclant une chromatide[6].

### Clivage
La cohésine est éliminée par clivage de la sous-unité kléisine (Scc1 en mitose et Rec8 en méiose chez la levure de boulanger) par l'enzyme séparase, une protéase à cystéine, libérant ainsi les deux chromatides sœurs et permettant la ségrégation équilibrée des chromatides sœurs. 

## Rôle dans la ségrégation de chromosomes

### Ségrégration des chromosomes enmitose
La cohésine maintient les deux chromatides sœurs ensemble jusqu'à l'entrée de l'anaphase. En anaphase, à la suite de la dégradation de la cohésine, les deux chromatides se séparent et migrent vers les pôles opposés de la cellule. La solidarité entre les deux chromatides sœurs joue un rôle important lors de la métaphase en ce qu'elle promeut l'attachement de chaque kinétochore à des pôles opposés. Cette « bi-orientation » permet une division normale: au contraire, si les deux chromatides migraient dans la même direction (« mono-orientation »), la division résulterait en des cellules filles aneuploïdes.
En métaphase, chaque chromosome est attaché de façon bilatérale via ses kinétochores aux microtubules du fuseau. La cohésine oppose une résistance à la traction exercée par les microtubules se liant aux kinétochores de chaque chromatide. La cohésion des chromatides sœurs compense la force de traction exercée par les microtubules. La tension générée via la cohésion des deux chromatides sœurs est cruciale au bon déroulement de l'anaphase pour deux raisons :
1. La tension permet la stabilisation de la liaison microtubule-kinétochore. Elle favorise la bi-orientation des deux chromatides sœurs, c'est-à-dire leur migration vers des pôles opposés ;
2. La tension générée aux kinétochores indique au checkpoint mitotique que chaque chromatide est attachée de façon correcte au fuseau et que l’anaphase peut avoir lieu. Ce mécanisme permet de rendre le déclenchement de l’anaphase dépendant de l’attachement bilatéral correct de tous les chromosomes. Plusieurs études se sont penchées sur la manière dont la tension influençait  la mise en route ou non des systèmes de correction d'erreurs. Un des mécanismes proposés met en jeu la kinase Aurora B, enzyme clée dans le checkpoint mitotique. En l'absence de tension, une sous-unité de la kinase, appelée Ipl1, inhiberait les interactions entre kinétochores et centromères via la phosphorylation de nombreux substrats situés sur la face externe des kinétochores. Ainsi la machine de correction devrait intervenir pour permettre un attachement correct entre kinétochores et microtubules. À l'inverse, lorsqu'une tension est générée, Ipl1 située au niveau de la face interne des kinétochores, se verrait physiquement séparée de ses substrats situés sur la face externe, annulant ainsi la phosphorylation ainsi que l'intervention de la machine de correction d'erreur. Ce mécanisme permet de rendre le déclenchement de l’anaphase dépendant de l’attachement bilatéral correct de tous les chromosomes.

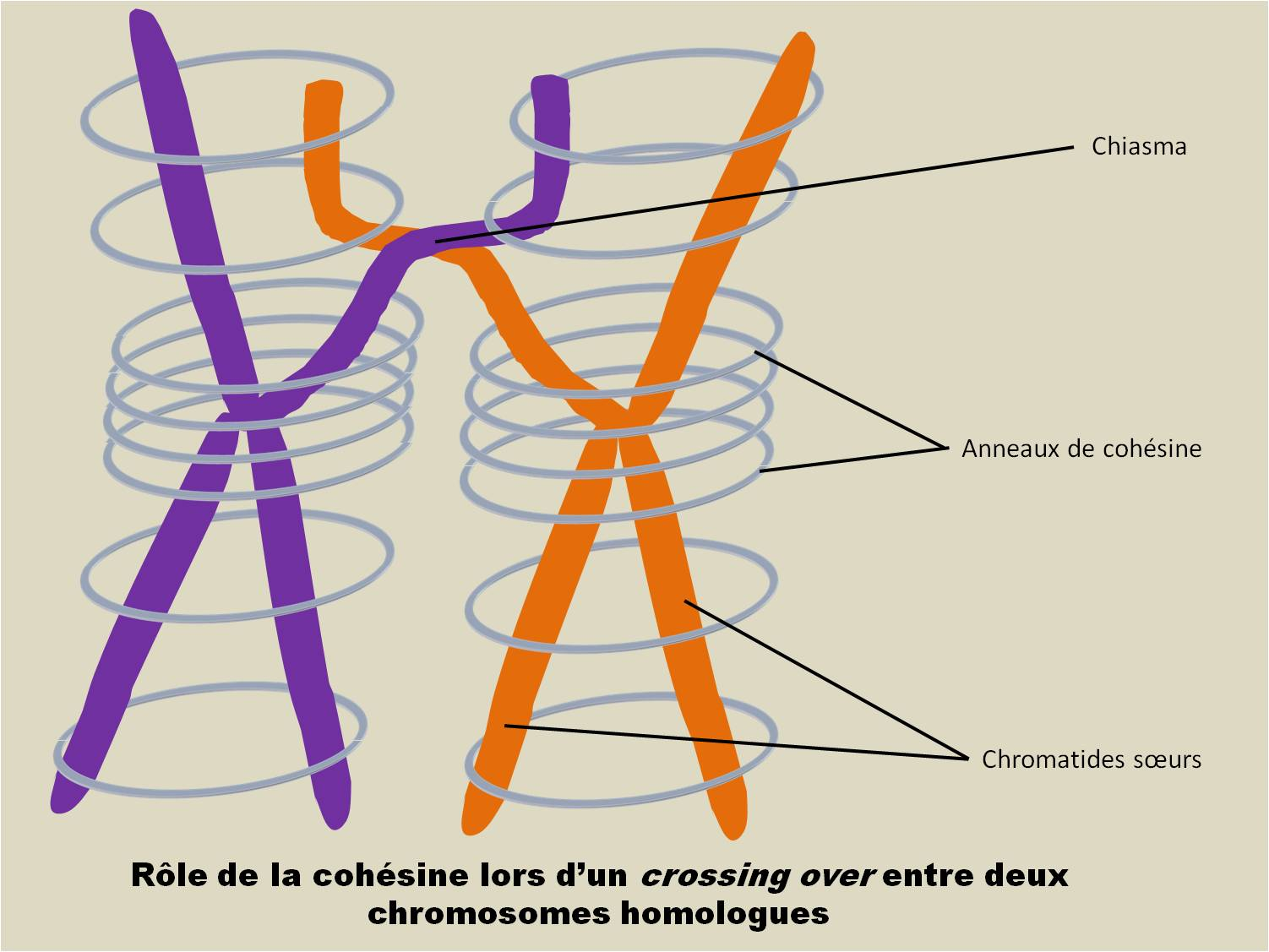
Role de la cohesine lors d'un crossing over

### Ségrégation des chromosomes enméiose
La méiose comprend non seulement la séparation des chromatides sœurs lors de l’anaphase II mais aussi la séparation, lors de l’anaphase I, des chromosomes homologues étroitement appariés dès la prophase I. La cohésine joue un rôle à ces deux niveaux. La cohésine contribue à la cohésion des chromosomes homologues jusqu’à l'anaphase de la méiose I. Lorsqu’un enjambement (crossing over) a lieu entre deux paires de chromosomes homologues dès la prophase I, la cohésion le long des bras des chromatides résulte en une cohésion des deux chromosomes homologues. Il s'agit là de l'action de la cohésine le long des chromatides sœurs, alors que des chromatides non sœurs s'entremêlent. A l'anaphase de la méiose II, la cohésine joue un rôle analogue à celui joué dans la mitose, permettant la cohésion des chromatides sœurs jusqu’à l’anaphase II, puis leur ségrégation correcte. Pendant l'anaphase I, au cours de laquelle les chromosomes homologues sont séparés, la cohésine est clivée mais persiste au niveau des centromères et de la région péri-centromérique, jusqu'à l'anaphase II. La cohésine est complètement éliminée des chromosomes au cours de l'anaphase II.
L’élimination en 2 étapes de la cohésine sur toute la longueur des chromatides sœurs s’explique par la présence de la sous-unité kléisine Rec8, un variant de Scc1 spécifique de la méiose. C'est cette sous-unité de la cohésine qui est clivée par l’enzyme séparase. La protection de Rec8 contre l'action de la séparase aux centromères et région péri-centromériques pourrait être lié à la formation d'un complexe Shugosin (Sgo1) - cohésine dans ces régions, ou à la protéine Spo13, spécifique de la méiose ou encore la kinase Aurora Ipl1.

## Rôle dans la structuration des chromosomes
En plus de son rôle de cohésion des chromatides sœurs, la cohésine a un rôle dans la structuration des chromosomes, via la formation de boucles. Les boucles sont formées puis progressivement élargies par la translocation bidirectionnelle de la cohésine.  

## Rôle dans la régulation de l'expression des gènes
Chez les mammifères, la cohésine régule la probabilité de contact entre séquences d'ADN via son rôle dans la structuration des chromosomes. Elle régule ainsi les contacts entre régions distantes du génome, dont notamment les contacts entre promoteur et activateur des gènes, régulant ainsi la transcription de certains gènes.

## Rôle dans la réparation de l'ADN
La cohésine maintient les deux chromatides soeurs ensemble, ce qui facilite la réparation d'une cassure sur la chromatide sœur et permet ainsi une réparation fidèle. 
De plus, la recherche de la séquence homologue utilisée pour la réparation d'une cassure par recombinaison homologue se fait de manière préférentielle dans la boucle proche de la cassure. La cohésine étant responsable de la formation de ces boucles, elle régule ainsi la réparation de l'ADN. 

## Importance clinique
Les mutations sur l'un des gènes codant l'une des sous-unités des cohésines entraînent des « cohésinopathies ». Ces cohésinopathies regroupent des maladies génétiques rares, la plus connue étant le syndrome de Cornelia de Lange.
Les mutations de cohésine et de ses régulateurs sont impliquées dans de nombreux cancers, et sont des mutations causales dans un certain nombre d'entre eux. 